# Regierung Vladimír Špidla
Die Regierung Špidla bzw. Regierung Vladimír Špidla war die Regierung der Tschechischen Republik vom 12. Juli 2002 bis zum 4. August 2004. In ihr waren Mitglieder der Parteien ČSSD, KDU-ČSL und US-DEU vertreten. Diese Regierung führte Tschechien mit Wirkung zum 1. Mai 2004 in die Europäische Union.
Der bis 2002 amtierende sozialdemokratische Ministerpräsident Miloš Zeman hatte vor den Parlamentswahlen 2002 bereits den Parteivorsitz der ČSSD an seinen Vizeministerpräsidenten Vladimír Špidla abgegeben und hatte erklärt, auch als Ministerpräsident nach den Wahlen nicht mehr zur Verfügung zu stehen. Špidla war daher der Spitzenkandidat bei den Wahlen. Die Sozialdemokraten wurden mit leichten Verlusten wieder stärkste politische Kraft vor der ODS unter Führung von Václav Klaus. Staatspräsident Havel beauftragte Špidla daraufhin mit der Regierungsbildung. Špidla entschloss sich, die bis zu den Wahlen praktizierte Zusammenarbeit mit der ODS mittels eines Oppositionsvertrages nicht fortzusetzen und bildete stattdessen eine Koalitionsregierung mit den als Wahlbündnis angetretenen Parteien KDU-ČSL und US-DEU. Diese Regierung konnte sich mit 101 von 200 Sitzen im Abgeordnetenhaus auf eine denkbar knappe Mehrheit  stützen. Špidla wurde am 12. Juli 2002 vom Staatspräsidenten angelobt, am 15. Juli erfolgte die Ernennung der Minister. Am 7. August 2002 erhielt die Regierung mit 101 zu 98 Stimmen das Vertrauen des Abgeordnetenhauses.
Während der Regierungszeit kam es immer mehr zu Streitigkeiten innerhalb der ČSSD. Die Partei konnte sich u. a. nicht auf einen gemeinsamen Kandidaten um die Nachfolge des scheidenden Staatspräsidenten Václav Havel einigen. Bei der Präsidentschaftswahl durch das Tschechische Parlament am 28. Februar 2003 konnte sich daher überraschend in der dritten Runde der ehem. ODS-Vorsitzende Václav Klaus durchsetzen, nachdem drei Kandidaten der Sozialdemokraten (darunter in der 2. Runde Miloš Zeman) insbesondere aus den eigenen Reihen nicht die notwendige Unterstützung erhalten hatten. Die Umfragewerte der Sozialdemokraten und des Ministerpräsidenten sackten daher trotz des in der Regierungszeit erfolgreich abgeschlossenen Beitritts in die EU ab. Nach einer schweren Niederlage der ČSSD bei den Europawahlen 2004 kündigte Špidla  daher am 26. Juni 2004 seinen Rücktritt als Premier und als Parteivorsitzender an. Am 2. Juli 2004 reichte er offiziell beim Staatspräsidenten seinen Rücktritt ein, was auch nach dem tschechischen Recht die Demission des gesamten Kabinetts bedeutete. Die Regierung Špidla blieb bis zur Ernennung der Regierung von Stanislav Gross am 4. August 2004 noch kommissarisch im Amt. Gross setzte die bisherige Koalition fort.

## Zusammensetzung
| Ressort                                                                 | Minister                                     | Partei | Partei    | Amtsantritt        | Amtsende                              |
| ----------------------------------------------------------------------- | -------------------------------------------- | ------ | --------- | ------------------ | ------------------------------------- |
| Ministerpräsident                                                       | Vladimír Špidla                              |        | ČSSD      | 15. Juli 2002      | 4. August 2004                        |
| 1. stellv. Ministerpräsident und Innenminister                          | Stanislav Gross                              |        | ČSSD      | 15. Juli 2002      | 4. August 2004                        |
| stellv. Ministerpräsident und Außenminister                             | Cyril Svoboda                                |        | KDU-ČSL   | 15. Juli 2002      | 4. August 2004                        |
| stellv. Ministerpräsident                                               | Pavel Rychetský                              |        | ČSSD      | 15. Juli 2002      | 5. August 2003                        |
| stellv. Ministerpräsident                                               | Bohuslav Sobotka                             |        | ČSSD      | 30. Oktober 2003   | 4. August 2004                        |
| stell. Ministerpräsident für Wissenschaft, Forschung und Menschenrechte | Petr Mareš                                   |        | US-DEU    | 15. Juli 2002      | 4. August 2004                        |
| Finanzminister                                                          | Bohuslav Sobotka                             |        | ČSSD      | 15. Juli 2002      | 4. August 2004                        |
| Verteidigungsminister                                                   | Jaroslav Tvrdík                              |        | ČSSD      | 15. Juli 2002      | 9. Juni 2003 (Rücktritt 3. Juni 2003) |
| Verteidigungsminister                                                   | Miroslav Kostelka                            |        | ČSSD      | 9. Juni 2003       | 4. August 2004                        |
| Minister für Industrie und Handel                                       | Jiří Rusnok                                  |        | ČSSD      | 15. Juli 2002      | 19. März 2003                         |
| Minister für Industrie und Handel                                       | Milan Urban                                  |        | ČSSD      | 19. März 2003      | 4. August 2004                        |
| Justizminister                                                          | Pavel Rychetský                              |        | ČSSD      | 15. Juli 2002      | 5. August 2003                        |
| Justizminister                                                          | Vladimír Špidla (mit Amtsführung beauftragt) |        | ČSSD      | 6. August 2003     | 16. September 2003                    |
| Justizminister                                                          | Karel Čermák                                 |        | parteilos | 16. September 2003 | 15. Juni 2004                         |
| Justizminister                                                          | Vladimír Špidla (mit Amtsführung beauftragt) |        | ČSSD      | 15. Juni 2004      | 4. August 2004                        |
| Minister für Arbeit und Soziales                                        | Zdeněk Škromach                              |        | ČSSD      | 15. Juli 2002      | 4. August 2004                        |
| Verkehrsminister                                                        | Milan Šimonovský                             |        | KDU-ČSL   | 15. Juli 2002      | 4. August 2004                        |
| Landwirtschaftsminister                                                 | Jaroslav Palas                               |        | ČSSD      | 15. Juli 2002      | 4. August 2004                        |
| Gesundheitsminister/in                                                  | Marie Součková                               |        | ČSSD      | 15. Juli 2002      | 14. April 2004                        |
| Gesundheitsminister/in                                                  | Jozef Kubinyi                                |        | ČSSD      | 14. April 2004     | 4. August 2004                        |
| Ministerin für Schule, Bildung und Jugend                               | Petra Buzková                                |        | ČSSD      | 15. Juli 2002      | 4. August 2004                        |
| Kulturminister                                                          | Pavel Dostál                                 |        | ČSSD      | 15. Juli 2002      | 4. August 2004                        |
| Umweltminister                                                          | Libor Ambrozek                               |        | KDU-ČSL   | 15. Juli 2002      | 4. August 2004                        |
| Minister für regionale Entwicklung                                      | Pavel Němec                                  |        | US-DEU    | 15. Juli 2002      | 4. August 2004                        |
| Minister für Informatik                                                 | Vladimír Mlynář                              |        | US-DEU    | 15. Juli 2002      | 4. August 2004                        |